# L'Ancienne Maison de campagne

L'Ancienne Maison de campagne, opus 124, est une suite pour piano de Charles Koechlin. Composée entre 1923 et 1933, elle a pour thème un souvenir de jeunesse, lorsque l'adolescent de quinze ans qu'il était avait passé plusieurs semaines dans la propriété de son grand-père à Wädenswill, au bord du lac de Zurich.

## Structure de l'œuvre
La pièce, d'une durée moyenne de 32 minutes, est composée de douze parties intitulées :
1. L'accueil de la maison
2. D'un vieil album
3. Les collines, et la vie tranquille
4. La leçon de piano
5. La terrasse
6. La vieille fontaine
7. Jeux
8. En ramant sur le lac
9. Matin dans le bois
10. La veille du départ
11. Promenade d'automne
12. La jeunesse vue du seuil de la vieillesse

## Commentaires
Après une première création partielle par Koechlin en 1935 au concert de la Schola Cantorum, la pièce fut jouée dans son intégralité pour la première fois le 1er juillet 1947 par Henriette Puig-Roget.

## Discographie
- Deborah Richards, piano (avec les Paysages et Marines op.63 et le Nocturne chromatique op.33), CPO (1992)
- Christoph Keller, piano (avec les Quatre nouvelles sonatines op.87 et la Danse lente des Danses pour Ginger op.163), Accord (1993)

## Sources
- Livret de présentation du disque